# パートナー法は突然に
『パートナー法は突然に』（伊: Improvvisamente l'inverno scorso, 英: Suddenly, Last Winter）は、2008年に製作されたイタリアのドキュメンタリー映画。
2008年7月20日に第17回東京国際レズビアン&ゲイ映画祭にて、アジア初上映となった。また、2009年1月26日に第4回関西クィア映画祭で上映された。

## キャスト
- グスタフ・ホーファー
- ルカ・ラガッツィ